# 藤原寿徳
藤原 寿徳（ふじわら ひさのり、1970年4月26日 - ）は、岩手県出身のサッカー指導者である。

## 来歴
1995年、鹿島アントラーズのGKコーチに就任。ユースのGKコーチも兼任して、後にワールドカップ日本代表にも選出された曽ヶ端準などのプロ選手を輩出した。1998年から2008年まで日本サッカー協会のGK育成プロジェクトコーチとして若年層の指導にも当たっていた。
2009年、13年間コーチを務めた鹿島を退団し、京都サンガF.C.のGKコーチに就任。2010年、シーズン終盤に正GKの座を掴んだ守田達弥を育成した手腕を買われて慰留されるも、チームのJ2降格、監督交代に伴い退任した。
2011年、ロンドンオリンピックを目指すU-22日本代表のGKコーチに就任した。
2013年、ジェフユナイテッド市原・千葉のGKコーチに就任。2016年7月、監督の交代に伴い退任した。
2016年10月から12月まで、レノファ山口FCのGKコーチを務めた。
2017年、FC今治のGKコーチに就任した が、同年限りで退団した。
2018年、大宮アルディージャのGKコーチに就任。2019年限りで退任し、2020年よりサンフレッチェ広島のGKコーチに就任することが発表された。
2021年限りでサンフレッチェ広島を退任した。
2022年、FC東京のGKコーチに就任。
2025年、ヴィッセル神戸のGKコーチに就任。

## 所属クラブ
- 1986年 - 1989年 岩手県立盛岡商業高等学校
- 1989年 - 1993年 駒澤大学

## 指導歴
- 1993年 - 1995年 駒澤大学サッカー部 コーチ
- 1995年 - 2003年 鹿島アントラーズユース GKコーチ
- 1998年 - 2008年 JFA ゴールキーパー育成プロジェクトコーチ
  - 2004年 U-15日本代表 (ブラジル遠征) コーチ
  - 2005年 U-20日本代表 (カタール国際) コーチ
- 2004年 - 2008年 鹿島アントラーズ GKコーチ
- 2009年 - 2010年 京都サンガF.C. GKコーチ
- 2011年 - 2012年 U-22/23日本代表 GKコーチ
  - 2011年 キリンチャレンジカップ韓国戦日本代表GKコーチ
- 2013年 - 2016年7月 ジェフユナイテッド市原・千葉 GKコーチ
- 2016年10月 - 同年12月 レノファ山口FC GKコーチ
- 2017年 FC今治 GKコーチ
- 2018年 - 2019年 大宮アルディージャ GKコーチ
- 2020年 - 2021年 サンフレッチェ広島 GKコーチ
- 2022年 - 2024年 FC東京 GKコーチ
- 2025年 - ヴィッセル神戸 GKコーチ